# Manganoshadlunite
La manganoshadlunite è un minerale non riconosciuto valido dall'IMA perché la sua descrizione è stata pubblicata prima dell'approvazione. Precedentemente era conosciuto come manganese-shadlunite.